# Тарасенки (Роменський район)
Тара́сенки — село в Україні, у Роменському районі Сумської області. Населення становить 29 осіб. Входить до складу Синівської сільської громади.
Після ліквідації Липоводолинського району 19 липня 2020 року село увійшло до Роменського району.

## Географія
Село Тарасенки розташоване на правому березі річки Лозова, вище за течією на відстані 1.5 км розташоване село Олександрівка (Сумський район), нижче за течією примикає село Весела Долина.
На річці зроблена загата.

## Історія
- Село постраждало внаслідок геноциду українського народу, проведеного урядом СРСР 1923—1933 та 1946–1947 роках.
- До 2018 року орган місцевого самоврядування — Капустинська сільська рада.